# Marlon Jackson

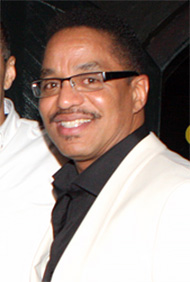
Marlon Jackson (2013)

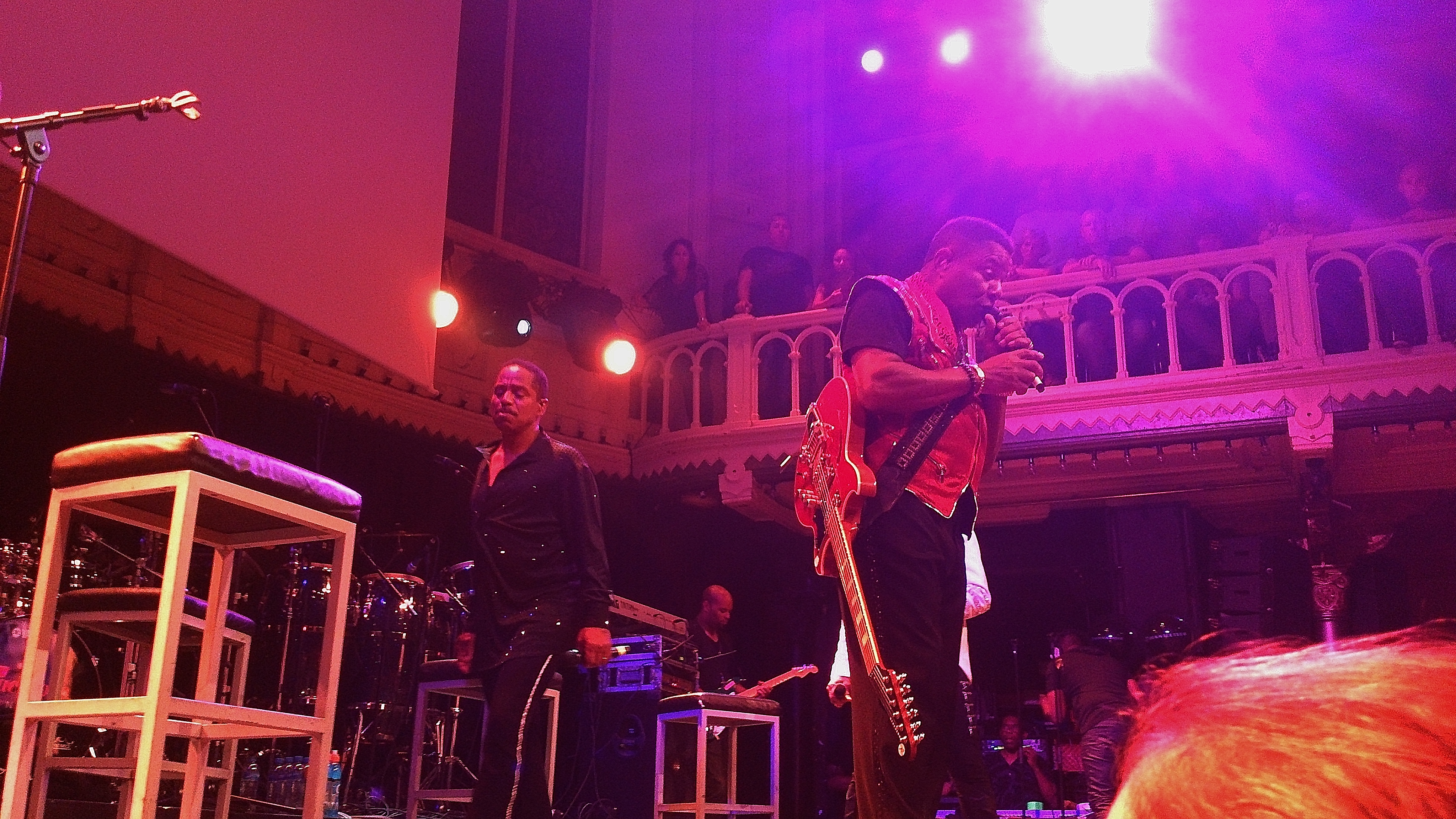
Marlon (links) und Tito Jackson (rechts), 2014

Marlon David Jackson (* 12. März 1957 in Gary, Indiana) ist ein amerikanischer Sänger und Musiker sowie Mitglied der Soul-Band The Jackson Five.

## Biografie
Marlon Jackson ist der Sohn von Joseph und Katherine Jackson und der Bruder von Michael Jackson. Sein Zwillingsbruder Brandon starb einige Stunden nach der Frühgeburt der beiden. Jackson ist seit 1975 mit Carol Ann Parker verheiratet, mit der er drei Kinder hat: Valencia, Brittany und Marlon.
Er spielte Nebenrollen in den Filmen Nell und Student Confidential und steuerte 1986 das Lied (Let Your Love Find) The Chosen One zum Soundtrack des Films Auf der Suche nach dem goldenen Kind bei.
1987 nahm er das Soloalbum Baby Tonight auf, dessen erste Auskopplung Don’t Go Platz 2 der Billboard-R&B-Charts erreichte. Das Album stieg dort auf Platz 22 sowie auf Platz 175 der Billboard 200. Der Titelsong des Albums wurde als zweite Single ausgekoppelt und stieg auf Platz 57 der R&B-Charts.
Seit 2002 ist Marlon Jackson Mitglied im Vorstand des Kabelsenders MBC (Black Family Channel).

## Diskografie

### Alben
| Jahr | Titel                        | Höchstplatzierung, Gesamtwochen, AuszeichnungChartplatzierungen (Jahr, Titel, Platzierungen, Wochen, Auszeichnungen, Anmerkungen) | Höchstplatzierung, Gesamtwochen, AuszeichnungChartplatzierungen (Jahr, Titel, Platzierungen, Wochen, Auszeichnungen, Anmerkungen) | Anmerkungen                                                  |
| Jahr | Titel                        | US | R&B | Anmerkungen                                                  |
| ---- | ---------------------------- | --- | --- | ------------------------------------------------------------ |
| 1987 | Baby Tonight Capitol Records | US175 (7 Wo.)US | R&B22 (22 Wo.)R&B | Erstveröffentlichung: Oktober 1987 Produzent: Marlon Jackson |

### Singles
| Jahr | Titel Album           | Höchstplatzierung, Gesamtwochen, AuszeichnungChartsChartplatzierungen (Jahr, Titel, Album, Platzierungen, Wochen, Auszeichnungen, Anmerkungen) | Anmerkungen                                               |
| Jahr | Titel Album           | R&B | Anmerkungen                                               |
| ---- | --------------------- | --- | --------------------------------------------------------- |
| 1987 | Don’t Go Baby Tonight | R&B2 (14 Wo.)R&B | Erstveröffentlichung: August 1987 Autor: Marlon Jackson   |
| 1987 | Baby Tonight          | R&B57 (10 Wo.)R&B | Erstveröffentlichung: Dezember 1987 Autor: Marlon Jackson |

Weitere Singles
- 1986: (Let Your Love Find) The Chosen One (vom Soundtrack des Films Auf der Suche nach dem goldenen Kind)